# Shuzi
Shuzi (kinesiska: 树仔) är en köping i sydöstra Kina. Den ligger i stadsdistriktet Dianbai i staden Maoming i provinsen Guangdong, omkring 270 kilometer sydväst om provinshuvudstaden Guangzhou. Antalet invånare är 60 842. Befolkningen består av 27 931 kvinnor och 32 911 män. Barn under 15 år utgör 25,0 %, vuxna 15-64 år 67 %, och äldre över 65 år 6,0 %.